# Ein Heller und ein Batzen

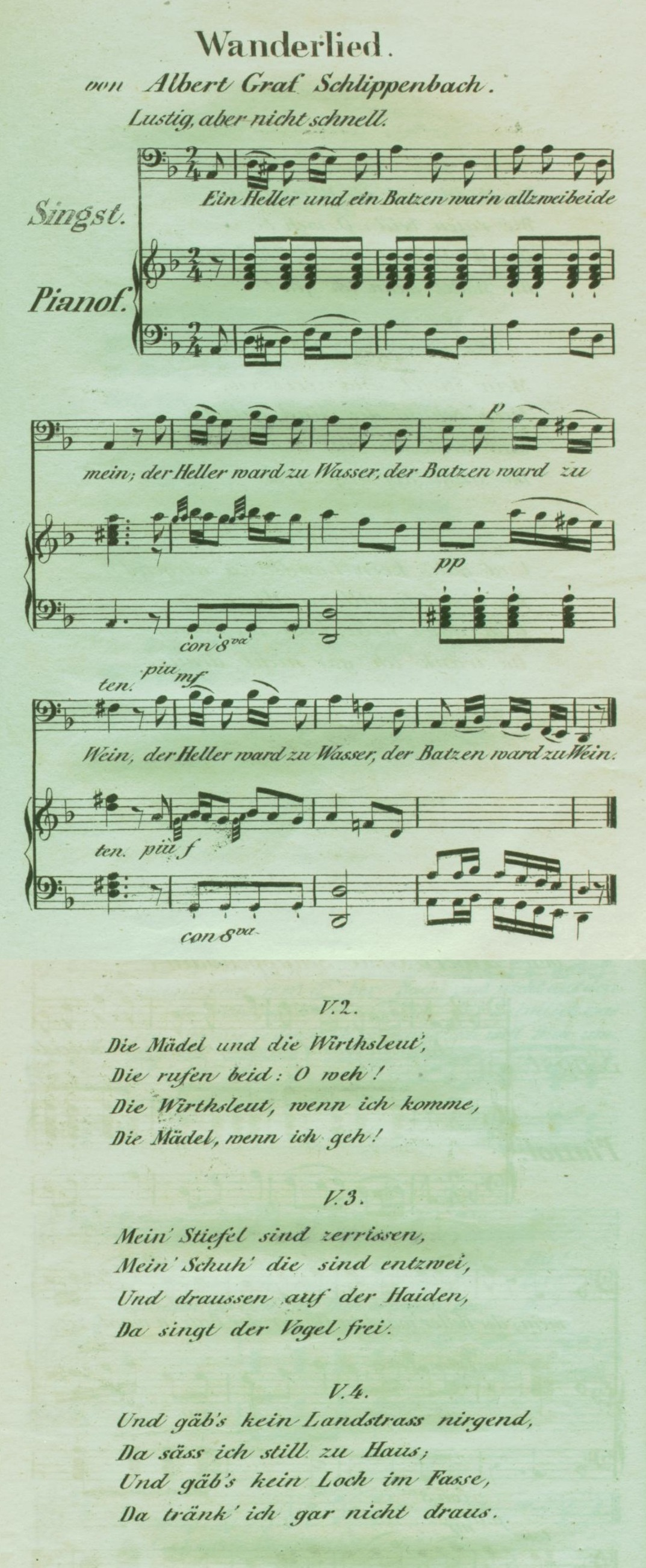
Ein Heller und ein Batzen, Erstveröffentlichung 1830 mit der Musik von Franz Kugler
rahmenlos

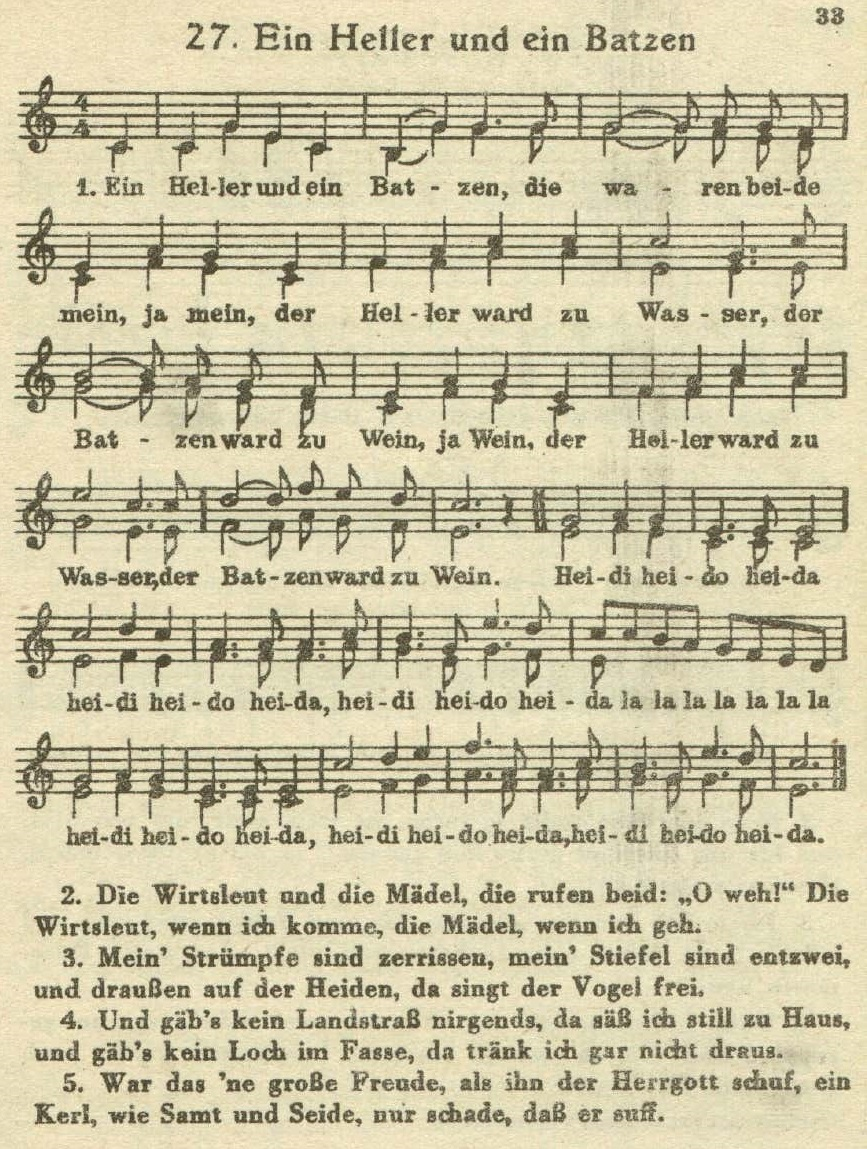
Das Lied im Neuen Soldaten-Liederbuch 1938
rahmenlos

Ein Heller und ein Batzen ist ein deutsches Gedicht von Albert von Schlippenbach (1800–1886) aus den 1820er Jahren. Mit verschiedenen Melodien war es als Studentenlied und soldatisches Marschlied weit verbreitet. Im Zweiten Weltkrieg wurde es in den von der deutschen Wehrmacht besetzten Gebieten als Ausdruck von nationalsozialistischer Hybris wahrgenommen.

## Entstehung und Text
Franz Kugler (1808–1858) veröffentlichte als Student in Berlin 1830 sein Skizzenbuch, das auch Lieder enthielt. Darin findet sich der Erstdruck von Schlippenbachs Gedicht mit einer Komposition von Kugler für Bass und Klavier. Schlippenbach war damals Rechtsreferendar in Berlin. Das Gedicht hatte er vermutlich als Student verfasst. Das lyrische Ich ist ein junger Mann auf Wanderschaft. Die alten Münzen Heller und Batzen geben der Szene ein romantisch-altdeutsches Kolorit. Der Sänger beschreibt sich mit Selbstironie als arm, aber trinkfreudig, gefürchtet von den Wirten, aber geliebt von den Mädchen:
Wanderlied

—Melodie: Stand ich auf hohem Berge.

Ein Heller und ein Batzen

War’n allzweibeide mein;

Der Heller ward zu Wasser,

Der Batzen ward zu Wein.

Die Mädel und die Wirthsleut’,

Die rufen beid’: o weh!

Die Wirthsleut’, wenn ich komme,

Die Mädel, wenn ich geh’.

Mein’ Stiefel sind zerrissen,

Mein’ Schuh’, die sind entzwei,

Und draußen auf der Haiden,

Da singt der Vogel frei!

Und gäb’s kein’ Landstraß’ nirgend,

Da säß’ ich still zu Haus;

Und gäb’s kein Loch im Fasse,

Da tränk’ ich gar nicht draus!

—Albert Graf Schlippenbach.
Eine fünfte Strophe, die nur in neueren Ausgaben und auch dort manchmal in Klammern abgedruckt ist, spiegelt den Wandel des Liedes zum reinen Trinklied:
War das ’ne große Freude,

als mich/ihn der Herrgott schuf,

ein Kerl wie Samt und Seide,

nur schade, dass er suff.

## Rezeption und Melodien
Der Schlippenbachsche Text fand rasch Verbreitung, nicht jedoch die Kuglersche Melodie mit ihrem Tonumfang von einer Tredezime, ihren anspruchsvollen Melismen und ihrem Moll-Charakter. Im Jahrbuch des Nützlichen und Unterhaltenden von 1835 wird dem Lied eine damals bekannte Volksmelodie zugewiesen.
Gottfried Wilhelm Fink ordnete dem Text 1843 unter der Überschrift Der lustige Bruder eine Melodie zu, die er als eigene Komposition kennzeichnete. Mit dieser Melodie wird noch heute die schwedische Übersetzung En slant och en riksdaler gesungen.
In Franz Magnus Böhmes Volksthümliche Lieder der Deutschen im 18. und 19. Jahrhundert hat das Lied unter der Überschrift Leichter Wanderer eine Melodie, die Böhme „Neue Weise um 1855“ und „die jetzt [1895] allgemein in Studentenliederbücher aufgenommene“ nennt. Tatsächlich findet sie sich im Allgemeinen Deutschen Kommersbuch noch Anfang des 20. Jahrhunderts, dort mit der Angabe „um 1885“.
Die Melodie, mit der Ein Heller und ein Batzen heute ausschließlich gesungen wird, taucht erst im 20. Jahrhundert auf und wurde durch die Wandervogel-Bewegung populär. Sie wird vielfach als ostpreußisch bezeichnet. In der älteren Fassung fehlen noch die übermäßigen Punktierungen in der zweiten und vierten Zeile und der „Heidi-heido-heida“-Refrain.
Die „Endfassung“ mit dem übermütigen Refrain, die von deutschen Soldaten zur Selbstaufheiterung beim Marschieren gesungen wurde und die nach dem Krieg u. a. durch Heino neue Popularität bekam, findet sich z. B. in Franz Josef Breuers Neuem Soldaten-Liederbuch (Mainz 1938).
Die deutsche Heavy-Metal-Band Accept verwendete eine nach Art alter Schallplatten knisternde Version des „Heidi-Heido-Heida“ Refrains des Stücks als Intro für ihr 1982 veröffentlichtes Lied Fast as a Shark. Als Parodie dieses bekannten Accept-Songs veröffentlichte die Erlanger Fun-Metal-Band J.B.O. 1998 auf dem Album Meister der Musik das Lied Heidi Heido Heida, welches das Konzept von Fast as a Shark umdreht: Das Stück beginnt mit einem knisternden Accept-typischen Metal-Song, der dann in den volkstümlich gesungenen Heidi-Heido-Heida Refrain von Ein Heller und ein Batzen übergeht.

## Eklat beim Dominikanermarkt in Danzig 2023
Am 6. August 2023 kam es, während des jährlichen Dominikanermarkts im polnischen Danzig zu einem Eklat im Zusammenhang mit dem Auftritt einer deutschen Folk-Band. Eines der Lieder, die eine Musikgruppe aus Franken außerhalb des Programms vortrug, war „Ein Heller und ein Batzen“, das in Polen mit der Wehrmacht und der Tragödie des Zweiten Weltkriegs in Verbindung gebracht wird. Nach der Reaktion und Empörung einiger Kreise im Land entschuldigten sich sowohl die Musikgruppe als auch der Bezirk Mittelfranken bei der Danziger Stadtbehörde und der für den Dominikanermarkt verantwortlichen AG Międzynarodowe Targi Gdańskie S.A.